# Hämndens herre
Hämndens herre är en amerikansk film från 1947 i regi av André De Toth.

## Handling
Den opportunistiske Connie Dickason bestämmer sig för att dra nytta av en fejd mellan två boskapsskötare. För att nå sitt mål anställer hon Dave Nash som hjälpreda.

## Rollista
- Joel McCrea - Dave Nash
- Veronica Lake - Connie Dickason
- Don DeFore - Bill
- Donald Crisp - Jim Crew
- Preston Foster - Frank Ivey
- Arleen Whelan - Rose Leland
- Charles Ruggles - Ben Dickason
- Lloyd Bridges - Red Cates
- Nestor Paiva - Curley
- Ray Teal - Ed